# Pelplin
Pelplin là một thị trấn thuộc huyện Tczewski, tỉnh Pomorskie ở bắc Ba Lan. Thị trấn có diện tích 4 km². Đến ngày 1 tháng 1 năm 2011, dân số của thị trấn là 8244 người và mật độ 1865 người/km².